# Fundătura Răchitoasa, Bacău
Fundătura Răchitoasa este un sat în comuna Răchitoasa din județul Bacău, Moldova, România.